# Akwasi Owusu-Ansah
Akwasi Owusu-Ansah (Gainesville, 10 aprile 1988) è un ex giocatore di football americano statunitense che ha militato nel ruolo di cornerback nella National Football League e nella Canadian Football League. Fu scelto nel corso del quarto giro (126º assoluto) del Draft NFL 2010 dai Dallas Cowboys. Al college giocò a football alla Indiana University of Pennsylvania.

## Carriera professionistica

### Dallas Cowboys
Owusu-Ansah fu scelto nel corso del quarto giro del Draft 2010 dai Dallas Cowboys. Il 19 luglio firmò il suo contratto quadriennale per un totale di 2.240.000 dollari. Debuttò nella NFL il 12 settembre contro i Washington Redskins. Il 10 novembre fu messo sulla lista infortunati. Giocò prevalentemente nella squadra speciale.
Il 3 settembre 2011 venne svincolato per poi rifirmare il giorno seguente con la squadra di pratica, il 30 novembre venne svincolato.

### Jacksonville Jaguars
Il 4 dicembre 2011 firmò con la squadra di pratica. Due giorni dopo venne promosso nel roster ufficiale. Concluse giocando 4 partite di cui 2 da titolare.
Il 7 maggio 2012 venne svincolato.

### Ritorno ai Cowboys
L'8 maggio firmò nuovamente con i Dallas Cowboys, rimanendovi fino al 31 agosto.

### Oakland Raiders
Il 19 settembre 2012 firmò con la squadra di allenamento degli Oakland Raiders. Il 27 dello stesso mese venne svincolato. Il 1º ottobre rifirmò con la squadra di allenamento. Il 30 ottobre venne svincolato. Il 10 dicembre rifirmò con la squadra di allenamento dei Raiders.
Il 2 gennaio 2013 firmò come riserva un contratto annuale per 555.000 dollari. Il 13 maggio venne svincolato.

## Vittorie e premi
- Nessuno

## Statistiche
| Partite totali      | 14 |
| Partite da titolare | 2  |
| Tackle totali       | 22 |
| Sack                | 0  |
| Intercetti fatti    | 0  |
| Fumble forzati      | 0  |

Statistiche aggiornate alla stagione 2012